# Аль-Хамаданиах (стадион)
Аль-Хамаданиах (араб. ملعب الحمدانية‎) — многоцелевой спортивный комплекс в Алеппо, Сирия. В основном используется для проведения футбольных матчей и вмещает 15 000 зрителей. Стадион является частью спортивного комплекса Аль-Хамаданиах. С 2007 года рядом со стадионом располагается  футбольная тренировочная площадка с искусственным покрытием на 816 зрительских мест.
На территории комплекса также можно проводить легкоатлетические турниры, поскольку имеются современные легкоатлетические сооружения.

## История
Строительство стадиона началось в 1982 году, а закончилось в 1986 году. В 1987 году на стадионе проводились футбольные соревнования в рамках Средиземноморских игр. В 1992 году стадион стал главным местом проведения футбольного соревнования Арабских игр. Команды также соревновались за Кубок арабских наций по футболу.
Во время гражданской войны в Сирии стадион получил серьёзные повреждения, а игровое покрытие пришло в негодность. Однако в 2020 году стадион был отремонтирован, появился новый газон и размещены новые сидения.